# Rattle and Hum
Rattle & Hum es el sexto álbum de estudio de la banda irlandesa U2.
Fue editado y publicado en el año 1988, alcanzando el número 1 en las listas de Reino Unido y los Estados Unidos, entre otros países. El álbum está formado por temas nuevos de estudio, junto con temas extraídos de diferentes actuaciones del The Joshua Tree Tour. A pesar de su éxito popular (se calcula que ha vendido más de 14 millones de copias), y de ser uno de los discos más complejos del grupo, la crítica musical del momento se dividió entre la incomprensión y el menosprecio. Es un disco que, además de rendir homenaje a las raíces de la música popular norteamericana, funciona como bisagra en la trayectoria artística del grupo irlandés, tras cerrar una etapa con su obra cumbre The Joshua Tree, y antes de abrir nuevos caminos musicales con su siguiente lanzamiento, otra obra mayor de su discografía, Achtung Baby.

## Grabación
Entre finales de 1987 y el primer semestre de 1988, la banda grabó 11 nuevas canciones producidas por Jimmy Iovine, que de por sí hubieran constituido un álbum de estudio. Pero el grupo deseaba hacer algo distinto, por lo que finalmente lanzaron un doble disco que giró en torno a tres elementos principales: versiones en vivo de la gira de 1987, grabaciones originales realizadas durante el tour (sobre todo, en los Sun Studios de Memphis), y nuevos temas grabados en su mayoría en los A&M Studios de Los Ángeles. De esta manera, dos de los temas originales quedaron fuera del álbum, dada su extensión (17 pistas). Estos temas —"Hallelujah (Here She Comes)" y "A Room At The Heartbreak Hotel"— fueron editados como lados-B,
- "Angel of Harlem", "Love Rescue Me" y "When Love Comes to Town" fueron grabados en el Sun Studio en Memphis, Tennessee, donde Elvis Presley, Roy Orbison, y otros también grabaron.
- "Angel of Harlem" fue dedicada a la cantante de Jazz Billie Holiday, quien es mencionada en la canción como "Lady Day". Además, Bono menciona a John Coltrane, a su álbum A Love Supreme y a Miles Davis.
- "Love Rescue Me" incluye a Bob Dylan como cantante invitado. Además, Dylan aparece como tecladista invitado en "Hawkmoon 269".
- "All Along the Watchtower" fue una improvisación de la banda durante el concierto "Save the Yuppies" realizado en el Justin Herman Plaza, en San Francisco, California el 11 de noviembre de 1987.
- "I Still Haven't Found What I'm Looking For" es de un show realizado en Nueva York el 28 de septiembre de 1987 e incluye a the New Voices of Freedom (español: Nuevas Voces de la Libertad), un coro góspel.
- Durante "Silver and Gold", Bono explica que la canción es un ataque contra el apartheid.
- "When Love Comes to Town" incluye al guitarrista y cantautor blusero estadounidense B.B. King como invitado.

## Lista de canciones
1. "Helter Skelter (de The Beatles)". [Live]
2. "Van Diemen's Land".
3. "Desire".
4. "Hawkmoon 269".
5. "All Along The Watchtower" (de Bob Dylan). [Live]
6. "I Still Haven't Found What I'm Looking For". [Live]
7. "Freedom for my People".
8. "Silver and Gold". [Live]
9. "Pride (In the Name of Love)". [Live]
10. "Angel Of Harlem".
11. "Love Rescue Me".
12. "When Love Comes to Town".
13. "Heartland".
14. "God Part II".
15. "The Star Spangled Banner".
16. "Bullet the Blue Sky". [Live]
17. "All I Want Is You".

Música por U2, excepto:
- "Helter Skelter" es una canción original de Lennon-McCartney.

- "Van Diemen's Land" fue escrita e interpretada únicamente por el guitarrista The Edge.

- "Freedom For My People" es un pequeño intermedio a partir de una canción escrita por Sterling Magee, Bobb Robinson y Macie Mabins, e interpretada (en las calles de Harlem, NY) por Sterling Magee en guitarra y percusión, y Adam Gussow en armónica. Magee y Gussow más tarde grabarían tres álbumes como un dúo de blues bajo el nombre de Satan and Adam. Éste dúo, de hecho, grabó "Freedom For My People" en 1990, dos años después de la edición de Rattle & Hum. Una versión completa de "Freedom For My People" se encuentra en el álbum Mother Mojo. La descripción del encuentro de este dúo con U2 se encuentra en el libro de 1998 de Gussow: Mister Satan's Apprentice. En 2014 se editó un audiolibro de Mister Satan's Apprentice (lectura a cargo del mismo Adam Gussow) que incluye otra versión de "Freedom For My People" (editada a partir de las sesiones de grabación de 1990).

- All Along the Watchtower fue escrita por Bob Dylan.

- Love Rescue Me se basa en una antigua canción góspel e incluye letras coescritas con Bob Dylan.

- The Star-Spangled Banner fue escrita por Francis Scott Key. La grabación usada aquí es un extracto de la famosa interpretación de Jimi Hendrix en Woodstock, en 1969.

- "God Part II constituye un homenaje al tema "God" de John Lennon.

"Desire", "Angel of Harlem", "When Love Comes To Town", y "All I Want Is You" fueron elegidos como sencillos promocionales.

## Película
1. "Helter Skelter" (en vivo)
2. "Van Diemen's Land"
3. "Desire" (demo)
4. "Exit" / "Gloria (canción de Van Morrison)" (en vivo)
5. "I Still Haven't Found What I'm Looking For" (ensayo)
6. "Freedom for My People" extracto de Adam Gussow and Sterling Magee / "Silver and Gold" (en vivo)
7. "Angel of Harlem" (demo)
8. "All Along the Watchtower" (en vivo)
9. "In God's Country" (en vivo)
10. "When Love Comes to Town" (ensayo/en vivo/recital)
11. "Heartland"
12. "Bad" / "Ruby Tuesday" / "Sympathy for the Devil" (en vivo)
13. "Where the Streets Have No Name" (en vivo)
14. "MLK" (en vivo)
15. "With or Without You" (en vivo)
16. "The Star-Spangled Banner" extracto de Jimi Hendrix / "Bullet the Blue Sky" (en vivo)
17. "Running to Stand Still" (en vivo)
18. "Sunday Bloody Sunday" (en vivo)
19. "Pride (In the Name of Love)" (en vivo)
20. "All I Want Is You"

## Personal
- Bono: Voces, guitarra y armónica.
- The Edge: Guitarra, teclados y voces.
- Adam Clayton: Bajo.
- Larry Mullen, Jr: Batería y percusión.
- Bob Dylan: Órgano Hammond en "Hawkmoon 269" y voces en "Love Rescue Me".
- Edna Wright: Coro en "Hawkmoon 269".
- Carolyn Willis: Coro en "Hawkmoon 269".
- Billie Barnum: Coro en "Hawkmoon 269".
- Alex Acuña: Percusión en "Hawkmoon 269".
- Larry Bunker: Timbales en "Hawkmoon 269".
- Sterling Magee: Guitarra, percusión y voces en "Freedom for My People".
- Adam Gussow: Armónica en "Freedom for My People".
- "New Voices of Freedom": Coro en "I Still Haven't Found What I'm Looking For".
- George Pendergrass: Voz solista en "I Still Haven't Found What I'm Looking For".
- Dorothy Terrell: Voz solista en "I Still Haven't Found What I'm Looking For".
- Dennis Bell: Director musical en "I Still Haven't Found What I'm Looking For".
- Joey Miskulin: Órgano en "Angel of Harlem".
- "The Memphis Horns": Sesión de bronces en "Angel of Harlem".
- B.B. King: Guitarra y voces en "When Love Comes to Town".
- Rebecca Evans Russell: Coro en "When Love Comes to Town".
- Phyllis Duncan: Coro en "When Love Comes to Town".
- Helen Duncan: Coro en "When Love Comes to Town".
- Brian Eno: Teclados en "Heartland".
- Van Dyke Parks: Arreglos de sesión de cuerdas en "All I Want is You".
- Benmont Tench: Teclados en "All I Want is You".
- Jimmy Iovine: Producción.
- David Tickle: Ingeniero de posproducción.
- David Hewitt: Ingeniero de grabaciones en vivo.
- Phil Joanou: Director de la película "Rattle and Hum".
- Paul McGuiness: Productor ejecutivo de la película "Rattle and Hum".
- Michael Hamlyn: Productor de la película "Rattle and Hum".